# مایا د مونتکلم
مایا د مونتکلم (به اسپانیایی: Mayá de Moncal) یک منطقهٔ مسکونی در اسپانیا است که در گاروتاکسا واقع شده‌است. مایا د مونتکلم ۱۷٫۳ کیلومتر مربع مساحت دارد.